# NGC 2811
NGC 2811 este o galaxie spirală situată în constelația Hidra. A fost descoperită în 31 decembrie 1785 de către William Herschel. Se află la o distanță de 27,93 de megaparseci de Pământ.